# 夜明けを告げに
「夜明けを告げに / 美しい世界」（よあけをつげに うつくしいせかい）は、1971年10月5日に発売されたオフコース（当時の表記はジ・オフ・コース）通算2枚目のシングル。

## 解説
地主道夫が抜けた後、小田和正と鈴木康博の2人となったジ・オフ・コースが聖光学院の後輩だった小林和行をサポートメンバーとして加えて発表したシングル。ディレクターは当時“ボン・ミュージック”（音楽出版）所属の梅垣達志。以前からヤマハと関わりのあった梅垣は、偶然聴いたオフコースのデモテープにフォークとは違う今までにない音楽を感じて、彼らをプロの道に入れる。編曲は当時エキスプレス・レーベルの作品で多くのアレンジを手がけ、のちにデビュー・アルバム『僕の贈りもの』でストリングス・アレンジを担当する青木望。シングルのリリース直前、“パシフィック・エンタープライズ”への所属が決まり、彼らはプロとしての一歩を踏み出した。プロ入りと同時期に加入した小林は高校時代からオフコースを応援し、赤い鳥とのジョイント・コンサート“8人の音楽会”スタッフでもあった。小田・鈴木からの誘いは「ベースだけ弾いてりゃいいから、やろうよ」という気軽なものだったという。そして鈴木はベースをギターに持ち替え、オフコースは以前と同じ編成で活動を続けることになった。
「夜明けを告げに」は、ヒットを狙ってレコード会社が用意した加藤和彦作曲による作品。演奏はギターとベースをオフコースが担当している。この頃は小田、鈴木とも、他人の曲でも気に入ったら取り上げていこうという姿勢だったと、後に小田はインタビューで答えている。
プロとして1枚目のシングル制作にあたり梅垣は、オフコースと専門家の両方が曲を作り、その上で検討という形をとりたいと思った。しかし、当時24歳でまだ駆け出しのディレクターだった梅垣にとって、著名な作曲家に依頼してできた曲がイメージに合わなかった場合、簡単には断れない状況も想像できた。そこで思いついたのが、関西にいた頃の友人だった加藤和彦。早速彼にオフコースの演奏テープを渡し、作曲を依頼した。梅垣は「加藤君が作ったのはアップテンポの軽快な曲で、小田君のはメロディーのきれいな曲だった。僕は元々“その線”のオフコースに惚れ込んだわけだし、小田君の曲は気に入ったの。でも難しすぎるんですよ。転調はするしコード進行は難解だし、大作なの。で、手を加えて簡単にしようかとも思ったけど、明るい感じのほうが良いってことで、加藤君のをA面にしました。でも小田君の曲は、青木望さんにアレンジをお願いしたらますます大作になって、良い曲でしたよ」と、後に語っていた。
「美しい世界」は、初めてレコードになった小田のオリジナル作品。当初小田がつけた「このひとときを大切にして」というタイトルは、レコード会社の意見で変更になった。一般には初めてのオリジナル曲とされている「僕の贈りもの」よりも2年前に発表された。
両曲とも第3回オフコース・リサイタル“明日への歩み”で演奏されている。

## パッケージ、アートワーク
ジャケット裏面には両曲の歌詞と「夜明けを告げに」の楽譜のほか、鈴木、小田、小林の“メンバー紹介”が掲載されている。

## 収録曲

### SIDE A
1. 夜明けを告げに   LEAVING ALL BEHIND  –  (2'59")
  - 作詩[注釈 6]、作曲：加藤和彦、編曲：青木望
  - アルバム未収録曲

### SIDE B
1. 美しい世界   IF YOU REALLY LOVE ME  –  (3'54")
  - 作詩[注釈 6] · 作曲：小田和正、編曲：青木望
  - アルバム未収録曲

## クレジット
| メンバー紹介 | : | - 鈴木康博 – ギター, ヴォーカル, ベース, ドラム 東京工大卒業 - 小田和正 – ギター, ヴォーカル 早稲田大学理工学部研究科 修1年 - 小林和行 – ベース, ヴォーカル 早稲田大学理工学部 3年在学中 |

## リリース日一覧
| 地域 | タイトル                    | リリース日    | レーベル                        | 規格               | カタログ番号 | 備考 |
| ---- | --------------------------- | ------------- | ------------------------------- | ------------------ | ------------ | --- |
| 日本 | 夜明けを告げに / 美しい世界 | 1971年10月5日 | EXPRESS ⁄ 東芝音楽工業          | 7"シングルレコード | ETP-2527     | 「夜明けを告げに」「美しい世界」ともオリジナル・アルバム未収録。ジャケット裏面には両曲の歌詞のほか「夜明けを告げに」の楽譜を掲載。 |
| 日本 | 夜明けを告げに / 美しい世界 | 2020年6月3日  | USM JAPAN ⁄ UNIVERSAL MUSIC LLC | CD                 | UPCX-4223    | デビュー・シングル『群衆の中で / 陽はまた昇る』からラスト・シングル『夏の別れ / 逢いたい』までを収録した全36枚組CD BOX『コンプリート・シングル・コレクションCD BOX』(UPCY-9918)の中の1タイトル。発表当時のアナログ7インチ・シングルのアートワークを再現した12cm紙ジャケット仕様CD。 |